# Djamileh
Djamileh ist eine Komische Oper (Opéra-comique) in einem Akt von Georges Bizet. Das Libretto verfasste Louis Gallet. Als Vorlage diente ihm die Verserzählung Namouna von Alfred de Musset. Das Werk erlebte seine Uraufführung am 22. Mai 1872 an der Opéra-Comique in Paris.

## Orchester
Je zwei Flöten, Oboen, Klarinetten, Fagotte, vier Hörner, zwei Trompeten, drei Posaunen, eine Pauke, Schlagzeug, eine Harfe und 30 Streicher; dazu je ein Klavier, eine Oboe und eine baskische Trommel als Bühnenmusik

## Handlung
Die Oper spielt im Palast des Harun.
Der junge Harun ist so reich, dass er sich fast alles leisten kann. Dies hat dazu geführt, dass er das Leben nicht mehr richtig genießen kann. Früher zeigte er noch öfters edle Gefühle, aber diese scheinen inzwischen taub geworden zu sein. Auch den Frauen seines Harems begegnet er in letzter Zeit ziemlich barsch. Sie genügen ihm nicht mehr, um seine erotischen Neigungen befriedigen zu können. Immer wieder ist er darauf aus, eine neue flüchtige Begegnung mit einem attraktiven Mädchen einzufädeln. Auch heute hat er eine neue Schöne in seinen Palast bestellt.
Das Herz der Sklavin Djamileh ist schon seit längerem in Liebe zu ihrem Herrn entbrannt. Sie weiß, dass er eine neue Geliebte erwartet, und nutzt das Dunkel der Nacht, sich als diese auszugeben. Ihr Plan geht jedoch nicht auf. Harun erkennt sie als seine Sklavin. Er stellt sie auf die Probe, indem er sie schroff zurückweist. An ihrem Verhalten erkennt er aber, dass sie ihn aufrichtig liebt. Da erwachen auch in ihm wieder liebliche Gefühle, wie er sie schon lange nicht mehr hatte, und er erklärt Djamileh zur Favoritin der Frauen seines Harems.

## Tonträger
- CD mit Lucia Popp, Franco Bonisolli, Jean-Philippe Lafont und dem Rundfunksinfonieorchester München unter der Leitung von Lamberto Gardelli - Orfeo 1983, DDD, Nr. C 174 881 A
- CD mit Marie-Ange Todorovitch, Jean-Luc Maurette, Francois Le Roux und dem National Orchestra d’Ile de France unter der Leitung von Jacques Mercier - RCA 1988, Nr. 74321 678 302